# Brentwood Town F.C.
Brentwood Town FC là một câu lạc bộ bóng đá có trụ sở tại Brentwood, Essex, Anh. Câu lạc bộ hiện thi đấu tại Isthmian League North Division và có sân nhà ở Brentwood Centre Arena.

## Danh hiệu
- Essex Senior League
  - Nhà vô địch các mùa giải 2000–01, 2006–07[3]
  - Nhà vô địch League Cup các mùa giải 1975–76, 1978–79, 1990–91, 2006–07[4]
- Gordon Brasted Memorial Trophy
  - Nhà vô địch mùa giải 2006–07[3]
- Harry Fisher Memorial Trophy
  - Nhà vô địch mùa giải 1995–96
- Essex Olympian League
  - Nhà vô địch League Cup mùa giải 1967–68[4][5][6]

## Thống kê
- Thành tích tốt nhất tại FA Cup: Vòng ba mùa giải 1969–70[3]
- Thành tích tốt nhất tại FA Trophy: Vòng một mùa giải 1969–70[3]
- Thành tích tốt nhất tại FA Vase: Vòng một các mùa giải 2004–05, 2006–07[3]
- Kỷ lục khán giả đến sân
  - Câu lạc bộ tiền thân: 4,000 người trong trận đấu với Northampton Town, vòng ba FA Cup 12 tháng 1 năm 1970[5]
  - Câu lạc bộ hiện tại: 763 người trong trận đấu với Cheshunt, Isthmian League Division One North, 23 tháng 4 năm 2011[7]